# Ernst-Wolfgang Böckenförde

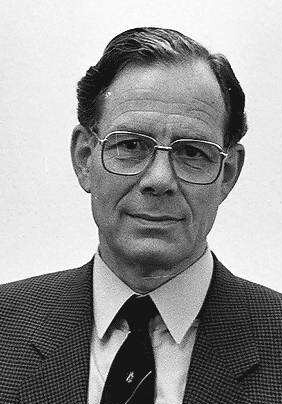
Ernst-Wolfgang Böckenförde (1986)

Ernst-Wolfgang Böckenförde (* 19. September 1930 in Kassel; † 24. Februar 2019 in Au (Breisgau)) war ein deutscher Staats- und Verwaltungsrechtler sowie Rechtsphilosoph. Von 1983 bis 1996 war er Richter des Bundesverfassungsgerichts. Böckenförde zählte zur Ritter-Schule und war Schüler und Freund Carl Schmitts.

## Leben und Wirken

### Herkunft und Ausbildung
Böckenförde kam im September 1930 als dritter Sohn des Forstmeisters Josef Böckenförde (1894–1962) und seiner Ehefrau Gertrud, geb. Merrem (1899–1977), zur Welt. Von seinen sieben Geschwistern wurden zwei einer größeren Öffentlichkeit bekannt: der Jurist und Theologe Werner Böckenförde, Domkapitular im Bistum Limburg (1928–2003), und der Jurist Christoph Böckenförde. Ernst-Wolfgang Böckenförde besuchte das Wilhelmsgymnasium Kassel, das er 1949 abschloss. Anschließend studierte er Rechtswissenschaften und Geschichte an den Universitäten Münster und München. In Münster wurde er Mitglied der katholischen Studentenverbindung Hansea-Halle zu Münster im KV. Im Jahr 1953 legte er das erste juristische Staatsexamen ab und wurde 1956 bei Hans Julius Wolff (Münster) mit der Arbeit Gesetz und gesetzgebende Gewalt. Von den Anfängen der deutschen Staatsrechtslehre bis zur Höhe des staatsrechtlichen Positivismus zum Dr. jur. promoviert. Von 1959 bis 1964 war Böckenförde Wissenschaftlicher Assistent am Institut für Öffentliches Recht und Politik der Universität Münster. 1960 erfolgte bei Franz Schnabel in München die historische Promotion zum Dr. phil. mit der Arbeit Die verfassungsgeschichtliche Forschung im 19. Jahrhundert. Zeitgebundene Fragestellungen und Leitbilder.
Neben die akademischen Lehrer im engeren Sinn, Wolff und Schnabel, traten in der intellektuellen Entwicklung Böckenfördes zwei weitere prägende Figuren: der Philosoph Joachim Ritter (1903–1974) und der Staatsrechtler Carl Schmitt (1888–1985). Böckenförde nahm seit Mitte der 1950er Jahre an Ritters Collegium Philosophicum in Münster teil und steuerte später drei Artikel zum von Ritter herausgegebenen Historischen Wörterbuch der Philosophie bei. Der Hegelianismus Ritters (nicht dessen Aristotelismus) ist in Böckenfördes Werk unverkennbar. Carl Schmitt begegnete Böckenförde erstmals im Jahr 1953, und der Kontakt blieb bestehen bis zum Tod Schmitts 1985. Böckenförde fungierte als Redakteur der Schriften Schmitts und gab sich eindeutig als Mitglied der Schmitt-Schule zu erkennen. So nahm er seit 1957 an den von Ernst Forsthoff zwischen 1957 und 1971 jährlich organisierten Ferienseminaren im Kloster Ebrach teil, an denen sich bis 1967 auch Schmitt selbst beteiligte, und gehörte zu den Herausgebern der Festschrift zu Schmitts 80. Geburtstag. Er gilt als wichtiger „Nachkriegsschüler“ Schmitts, der für dessen „liberale Rezeption“ in der Bundesrepublik gesorgt habe. Dazu bemerkte Christoph Möllers: „Diese Feststellung ist auch auf den zweiten Blick richtig, nur lässt sie, weil Schmitts zuverlässigste intellektuelle Konstante sein Antiliberalismus war, das meiste offen.“ Den umfangreichen Briefwechsel Böckenfördes mit Carl Schmitt, der sich von 1953 bis 1984 erstreckt und den Böckenförde selbst als ein Herzstück seines Nachlasses betrachtete, hat Reinhard Mehring ediert.

### Publizist
Der bekennende Katholik Böckenförde wurde einer größeren Öffentlichkeit durch kritische innerkatholische Debattenbeiträge bekannt, noch ehe er eine Professur erlangte. 1957 erschien in der von seinem Onkel Franz Josef Schöningh herausgegebenen Zeitschrift Hochland sein Aufsatz Das Ethos der modernen Demokratie und die Kirche, in dem er für die vorbehaltlose Anerkennung der Demokratie als Staatsform durch die Katholische Kirche eintrat. 1960/61 engagierte er sich gemeinsam mit Robert Spaemann gegen Thesen des Paters Gustav Gundlach SJ, der den atomaren Verteidigungskrieg für sittlich gerechtfertigt erklärt hatte. 1961 schließlich erschien Böckenfördes berühmter Hochland-Aufsatz Der deutsche Katholizismus im Jahr 1933. Eine kritische Betrachtung. Der Text führte zu einer heftigen Kontroverse, durch die die Erforschung der katholischen Zeitgeschichte vorangebracht wurde, insbesondere in der 1962 gegründeten Kommission für Zeitgeschichte. Einen gewissen Abschluss dieser Phase bildete Böckenfördes publizistischer Einsatz für die Erklärung der Religionsfreiheit auf dem Zweiten Vatikanischen Konzil. Die schließlich verabschiedete Erklärung „Dignitatis humanae“ (1965) bezeichnete er mit einer Formulierung Josef Isensees als „kopernikanische Wende“ der kirchlichen Lehre, insofern das Konzil erstmals den Vorrang der Religionsfreiheit vor dem religiösen Wahrheitsanspruch anerkannt habe, – in Böckenfördes Worten: „Damit ist der prinzipielle Schritt vom Recht der Wahrheit zum Recht der Person getan.“
Zu Beginn der 1960er Jahre gründete Böckenförde gemeinsam mit Roman Schnur die Zeitschrift Der Staat. Zeitschrift für Staatslehre, Öffentliches Recht und Verfassungsgeschichte, deren erstes Heft im Jahr 1962 erschien. Böckenförde und Schnur hatten Werner Weber, Hans Julius Wolff und den Historiker Gerhard Oestreich als Herausgeber gewonnen. Die neue Zeitschrift war als Konkurrenz und Ergänzung zum Archiv des öffentlichen Rechts gedacht und verfolgte, anders als das dogmatisch ausgerichtete Archiv, einen betont interdisziplinären Ansatz: Neben den Juristen fanden Politologen, Historiker und Philosophen in der Zeitschrift ihr Forum. Erklärtes Ziel war es, die neue Zeitschrift zu einer „Stätte der Staatsbesinnung“ zu machen, da in der staatstheoretischen Diskussion der jungen Bundesrepublik „das Verständnis für die politische und rechtliche Bedeutung staatlicher Autorität geschwunden, der Staat zerredet worden“ sei. Hinter den konkurrierenden Zeitschriften waren somit auch die konkurrierenden „Schulen“ der Staatsrechtslehre in der frühen Bundesrepublik erkennbar: die Smend-Schule hinter dem Archiv und die Schmitt-Schule hinter dem Staat. Böckenförde betreute die Zeitschrift bis 1984 redaktionell und war bis zu seinem Tod 2019 ihr Mitherausgeber.

### Professuren
Im Jahr 1964 habilitierte sich Böckenförde in Münster mit der Arbeit Die Organisationsgewalt im Bereich der Regierung. Eine Untersuchung zum Staatsrecht der Bundesrepublik Deutschland. Es folgten Professuren für Öffentliches Recht, Verfassungs- und Rechtsgeschichte sowie Rechtsphilosophie an den Universitäten Heidelberg (1964–1969), Bielefeld (1969–1977) und Freiburg im Breisgau (1977–1995, Emeritierung). Bei Böckenförde habilitierten sich Adalbert Podlech, Rolf Grawert, Rainer Wahl, Bernhard Schlink, Albert Janssen, Joachim Wieland, Christoph Enders und Johannes Masing. Böckenförde hat betont, dass er „(…) keine Böckenförde-Schule gebildet oder zu bilden gesucht“ habe; insbesondere die Haltung zum Werk Carl Schmitts sei seinen akademischen Schülern stets selbst überlassen gewesen.
Böckenfördes wissenschaftliche Reputation beruhte neben den akademischen Qualifikationsarbeiten auf einer Reihe wichtiger Aufsätze der 1960er und 70er Jahre, die er in Bänden der Reihe suhrkamp taschenbuch wissenschaft sammelte und dadurch einer breiteren Öffentlichkeit zugänglich machte. Hervorzuheben sind: Lorenz von Stein als Theoretiker der Bewegung von Staat und Gesellschaft zum Sozialstaat (1963), Der deutsche Typ der konstitutionellen Monarchie im 19. Jahrhundert (1967), Die Entstehung des Staates als Vorgang der Säkularisation (1967, hier das vieldiskutierte Böckenförde-Diktum), Entstehung und Wandel des Rechtsstaatsbegriffs (1969), Die Bedeutung der Unterscheidung von Staat und Gesellschaft im demokratischen Sozialstaat der Gegenwart (1972), Grundrechtstheorie und Grundrechtsinterpretation (1974), Der Staat als sittlicher Staat (1978). In den 1980er Jahren war eine Konzentration auf das Thema „Demokratie“ erkennbar, kulminierend in dem großen Handbuchbeitrag Demokratie als Verfassungsprinzip (1987). Eine umfassende Darstellung seiner Staats- und Verfassungslehre hat Böckenförde nicht vorgelegt, obwohl er noch in den frühen 1970er Jahren als Gegenentwurf zu Konrad Hesses Grundzüge des Verfassungsrechts der Bundesrepublik Deutschland ein Lehrbuch unter dem Titel Institutionen des Verfassungsrechts plante. Das Staatsverständnis, das sich aus seinen Schriften ergibt, wurde als „liberaler Etatismus“ bezeichnet, seine Verfassungslehre als „limitierende Verfassungstheorie“. Den Staat definierte er lt. Historiker Jens Nordalm als „Sphäre geschützter Freiheit, auch der Freiheit des Denkens und Meinens, und gesicherter Gleichheit – gerade gegen die sozialen Bedingtheiten, die Ungleichheiten und Zwänge der Gesellschaft.“

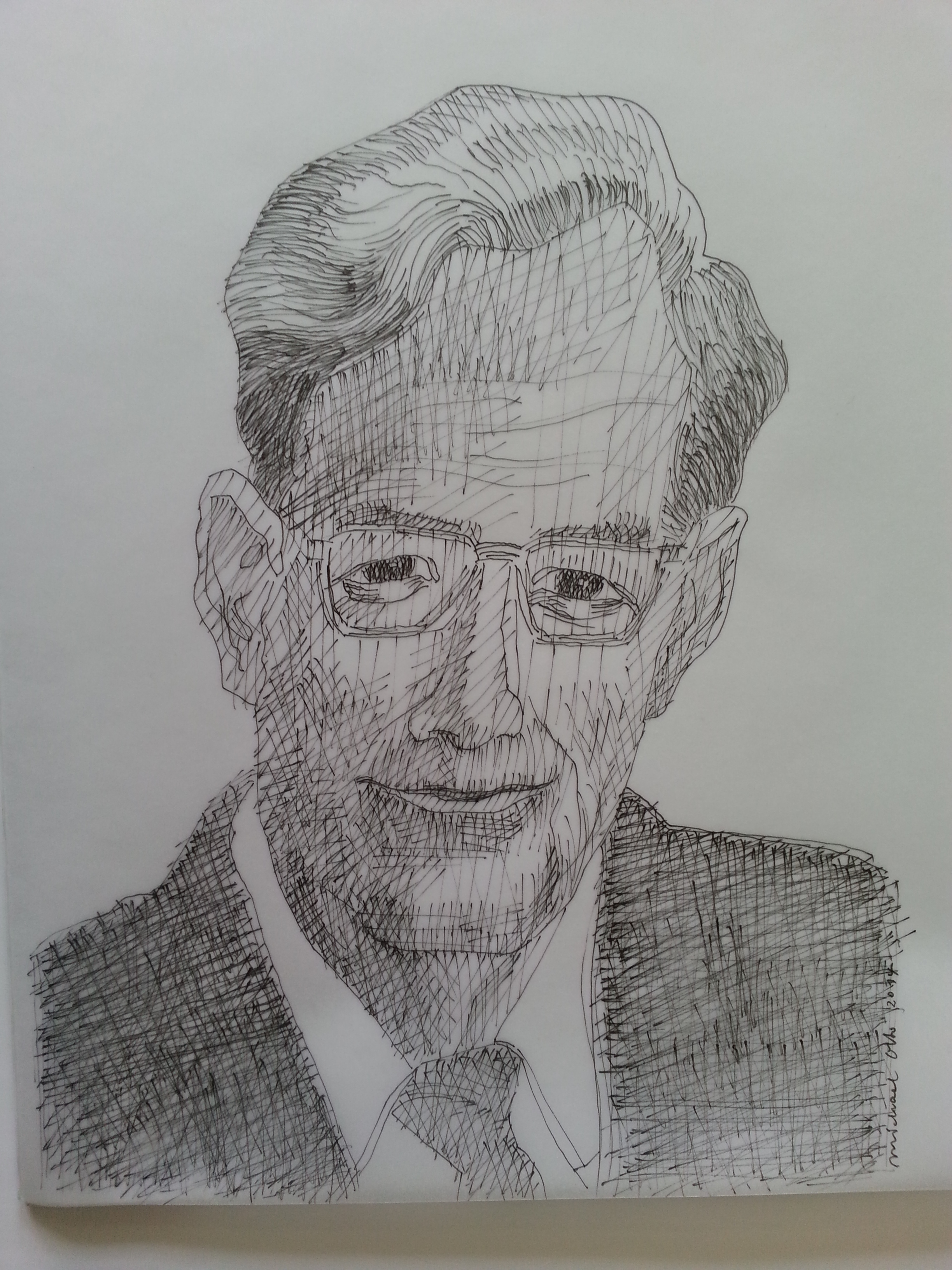
Michael Otto: Porträt Ernst-Wolfgang Böckenförde, 2014, Schwarze Kreide, Papier, 30 × 21 cm

Weiterhin blieb Böckenförde neben seiner akademischen Arbeit politisch-gesellschaftlich aktiv. Sein Engagement im Katholizismus setzte er fort, etwa im Bensberger Kreis bei der Ausarbeitung der Polen-Denkschrift (1968) oder als langjähriger Berater des Zentralkomitees der deutschen Katholiken. 1967 trat Böckenförde der SPD bei. Die Annäherung an die Partei hatte sich seit Ende der 1950er Jahre vornehmlich über den Kontakt zu Adolf Arndt vollzogen: Böckenförde befürwortete den Wandel der SPD zur Volkspartei und fühlte sich mit seiner an Lorenz von Stein ausgerichteten Sozialstaatskonzeption der Sozialdemokratie am nächsten; zudem lehnte er die noch üblichen Wahlempfehlungen katholischer Bischöfe zugunsten der Unionsparteien entschieden ab. 1969 wurde er in den rechtspolitischen Ausschuss beim Parteivorstand berufen. Von 1971 bis 1976 gehörte er der Enquete-Kommission Verfassungsreform des Deutschen Bundestages an. Für Bundeskanzler Helmut Schmidt wirkte Böckenförde als einer der Ghostwriter für dessen Grundsatzrede vor der Katholischen Akademie Hamburg, mit der dieser im Mai 1976 in die sogenannte Grundwerte-Debatte eingriff: In dieser Rede findet sich sowohl der Grundgedanke des Böckenförde-Diktums als auch die für Böckenfördes Verfassungsverständnis fundamentale Unterscheidung von Grundwerten und Grundrechten.
Böckenförde beteiligte sich an kontroversen Debatten der Zeit: So bezeichnete er in einer Schrift aus dem Jahr 1967 die deutschlandrechtliche Identitätstheorie als „juristische Lebenslüge der Bundesrepublik“. Schon Anfang der 1970er Jahre trat er parteiintern und öffentlich für eine Reform des § 218 StGB im Sinne einer Indikationsregelung ein, arbeitete Bundesjustizminister Gerhard Jahn in diesem Sinne zu, konnte sich innerhalb der SPD aber nicht durchsetzen. Gegen profilierte Vertreter der Smend-Schule wie Konrad Hesse und Horst Ehmke vertrat Böckenförde die Auffassung, dass auch im demokratischen Rechts- und Sozialstaat an der verfassungsrechtlichen Unterscheidung von Staat und Gesellschaft festgehalten werden müsse. In die Auseinandersetzung um den Radikalenerlass griff Böckenförde mit scharfen Stellungnahmen ein, die darauf bestanden, dass der Rechtsstaat das Verhalten, nicht aber die Gesinnung von Beamten bewerten könne. Vor dem Hintergrund des „Deutschen Herbstes“ nutzte er seine Freiburger Antrittsvorlesung Der verdrängte Ausnahmezustand im Mai 1978, um für eine verfassungsrechtliche Normierung des Ausnahmezustandes im Grundgesetz einzutreten; der Vorschlag führte zu einer publizistischen Kontroverse mit der jungen Gertrude Lübbe-Wolff und war letztlich rechtspolitisch nicht durchsetzbar.

### Bundesverfassungsgericht

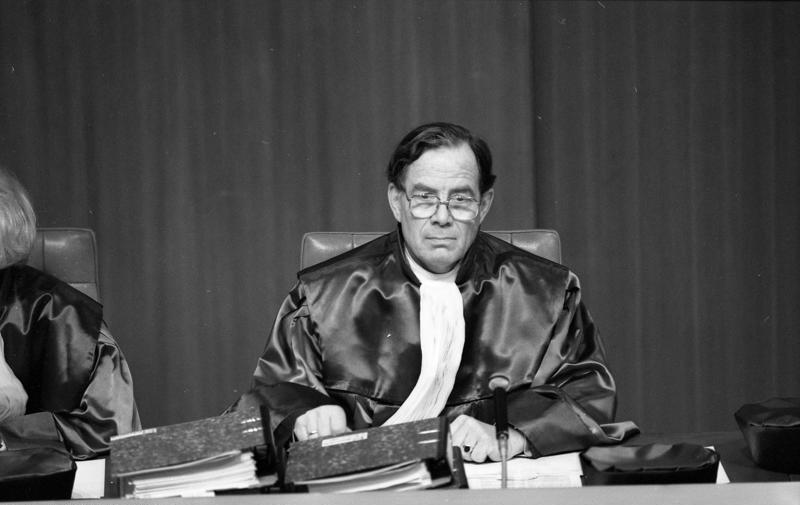
Böckenförde als Richter des Zweiten Senat (1989)

Auf Vorschlag der SPD wurde Böckenförde am 7. Oktober 1983 vom Bundesrat in den Zweiten Senat des Bundesverfassungsgerichts gewählt. Er war der erste bekennende Schmittianer, „für den der ‚Schulbann‘ aufgehoben wurde“ (Wilhelm Hennis), was damit erklärt werden kann, dass Böckenförde nicht nur als Schmittianer, sondern auch als Sozialdemokrat und engagierter Katholik wahrgenommen wurde. Eine Wahl Böckenfördes stand erstmals 1975 im Raum, doch wurde ihm damals der ältere Smend-Schüler Konrad Hesse vorgezogen. Böckenförde war mit kritischen Beiträgen zur Rechtsprechung des Bundesverfassungsgerichts hervorgetreten, die Schmitts grundsätzliche Ablehnung der Verfassungsgerichtsbarkeit in der Weimarer Republik („Der Hüter der Verfassung“) und seine Kritik am Bundesverfassungsgericht („Die Tyrannei der Werte“) aufgriffen bis hin zur Warnung vor einem „Jurisdiktionsstaat“. Allerdings transformierte Böckenförde Schmitts Fundamentalkritik in eine methodische Position, die die Verfassungsgerichtsbarkeit als etabliert voraussetzte und deren Begrenzung forderte. Das dafür geeignete Mittel sah er in seinem Konzept der Verfassung als „Rahmenordnung“ und in der Kritik an der seit dem Lüth-Urteil etablierten Grundrechtstheorie. An Schmitt schrieb Böckenförde nach erfolgter Wahl:

„Verehrter, lieber Herr Professor!
Inzwischen werden Sie es sicher gehört oder gelesen haben, aber ich möchte es Ihnen doch auch selbst mitteilen, daß der Bundesrat mich am vergangenen Freitag zum Richter am Bundesverfassungsgericht gewählt hat - einstimmig, wie das nach den vorangegangenen politischen Absprachen zu erwarten war. Ich kann mir denken, daß diese Tatsache bei Ihnen gemischte und zwiespältige Gefühle hervorruft. Sie haben ja auf die Problematik der Verfassungsgerichtsbarkeit und die in ihr liegende Gefahr einer „Juridifizierung der Politik“ wiederholt und mit Nachdruck hingewiesen. Aber diese Verfassungsgerichtsbarkeit gehört nun heute zu den tragenden Institutionen der staatlichpolitischen Ordnung. Und da scheint es mir sinnvoll, wenn auch Personen darin wirken, die sich dieser Probleme bewußt sind und dies gerade aus Ihren Schriften gelernt haben.
Es ist ja auch ein bemerkenswerter Vorgang, daß nun jemand, der seine Beziehung zu Ihnen nie verleugnet hat, sondern sie stets ausgewiesen hat - wenn auch ohne lärmende Aufdringlichkeit -, in das Bundesverfassungsgericht hineinkommt. Es würde mich freuen, wenn dies auch für Sie eine Freude sein könnte.
Mit herzlichen Grüßen bin ich Ihr
Ernst-Wolfgang Böckenförde“

Böckenförde gehörte dem Gericht vom 20. Dezember 1983 bis zum 3. Mai 1996 an. Er folgte Joachim Rottmann, ihm folgte Winfried Hassemer. In seinem Dezernat war er in erster Linie für das Asylrecht und das Finanzverfassungs- und Haushaltsrecht zuständig und bereitete hier als Berichterstatter wichtige Entscheidungen vor. In Erinnerung bleibt er mit insgesamt 11 Sondervoten als einer der „großen Dissenter“ in der Geschichte des Bundesverfassungsgerichts, wobei zwei abweichende Meinungen hervorzuheben sind: zum Parteispenden-Urteil (1986) und zum Vermögenssteuer-Urteil (1995); in beiden Fällen folgte der Senat später Böckenfördes Ansicht. Nachhaltigen Einfluss auf die Rechtsprechung seines Senates gewann er durch die Verankerung seiner Demokratietheorie („Legitimationskettentheorie“) in einer Reihe von Urteilen. Das Verfahren zum Schwangerschaftsabbruch 1992/93 brachte ihn in die öffentliche Kritik, weil er zeitweise der „Juristen-Vereinigung Lebensrecht e. V.“ angehört hatte; der Senat prüfte auf Antrag Böckenfördes seine Befangenheit und erklärte ihn für nicht befangen; das Urteil vom 28. Mai 1993 trug er im Wesentlichen mit.

### Spätere Tätigkeiten
Nach seinem Ausscheiden aus dem Bundesverfassungsgericht 1996 blieb Böckenförde in öffentlichen Debatten präsent: Unter dem Titel Juristenausbildung – auf dem Weg ins Abseits? hielt er 1996 einen Vortrag, der den Impuls zum sogenannten Ladenburger Manifest zur Reform der Juristenausbildung setzte. Nachdem die katholische Kirche 1998/99 entschieden hatte, aus dem staatlichen System der Schwangerschaftskonfliktberatung (Schein) auszusteigen, gründeten Laien den bürgerlichen Verein Donum vitae; Böckenförde gehörte zu den Gründungsmitgliedern und war bis zu seinem Tod 2019 Mitglied im Kuratorium der Donum-vitae-Stiftung. In der Bioethik-Debatte der frühen 2000er Jahre wandte sich Böckenförde gegen Tendenzen, die Menschenwürde-Garantie des Grundgesetzes zu relativieren, besonders dezidiert in Auseinandersetzung mit Matthias Herdegens 2003 vorgelegter Neukommentierung von Art. 1 Abs. 1 GG  im Maunz–Dürig. Der Mitverfasser des Maastricht-Urteils brachte sich in die Debatten um die Zukunft der Europäischen Union ein und wandte sich in seiner Rede Europa und die Türkei. Die europäische Union am Scheideweg? anlässlich der Verleihung des Hannah-Arendt-Preises (2004) gegen einen EU-Beitritt der Türkei.
Im Jahr 2009 publizierte Böckenförde vor dem Hintergrund der globalen Wirtschaftskrise seit 2007 den kapitalismuskritischen Text Woran der Kapitalismus krankt, in dem er den modernen Kapitalismus im Anschluss an Hans Freyers Theorie des gegenwärtigen Zeitalters als sekundäres System beschreibt, vom „inhumanen Charakter“ des Kapitalismus spricht und dafür plädiert, die Katholische Soziallehre „aus ihrem Dornröschenschlaf auf(zu)wecken“.
Anknüpfend an seine lebenslange Beschäftigung mit dem Themenfeld säkularisierter Staat und Religionsfreiheit äußerte sich Böckenförde wiederholt zur Rolle des Islam in der modernen, säkularisierten Gesellschaft der Bundesrepublik. Dabei knüpfte er an sein Konzept einer „offenen, übergreifenden Neutralität“ des Staates an, das den religiösen Bekenntnissen größtmögliche Freiheit auch in der öffentlichen Lebensführung einräumt. Von daher sprach sich Böckenförde entschieden gegen ein generelles Kopftuchverbot in der Schule aus und betonte stets, dass unter dem Grundgesetz nicht zwischen den Rechten der Anhänger einer traditionell verwurzelten Religion und den Rechten der Anhänger einer hinzugekommenen religiösen Minderheit differenziert werden könne und dürfe. Allerdings beurteilte Böckenförde die Frage skeptisch, ob der Islam mit dem modernen Verfassungsstaat (religiöse Neutralität des Staates, Religionsfreiheit) kompatibel sei, wenn die Muslime von einer gesetzestreuen Minderheit zu einer Mehrheit würden, die den freiheitlichen Verfassungsstaat mit demokratischen Mitteln aushöhlen könnte. Vor dem Hintergrund solcher Zweifel äußerte Böckenförde in einem Vortrag im Jahr 2006, dass der Staat – sollte die skeptische Beurteilung des Islam richtig sein – „dafür Sorge zu tragen (hätte), dass diese Religion beziehungsweise ihre Anhänger in einer Minderheitsposition verbleiben (…). Das würde gegebenenfalls entsprechende politische Gestaltungen im Bereich von Freizügigkeit, Migration und Einbürgerung notwendig machen“.

### Privates
Ernst-Wolfgang Böckenförde war seit 1965 verheiratet und Vater dreier Kinder. Er lebte in Au bei Freiburg. Dort starb er im Februar 2019 im Alter von 88 Jahren. Sein umfangreicher Nachlass befindet sich im Bundesarchiv in Koblenz.

## Mitgliedschaften und Ehrungen
Seit 1977 war Böckenförde korrespondierendes Mitglied der Nordrhein-Westfälischen Akademie der Wissenschaften und der Künste und seit 1989 korrespondierendes Mitglied der Bayerischen Akademie der Wissenschaften. Ab 1995 war er Mitglied der Academia Europaea. Er war Mitglied der Vereinigung für Verfassungsgeschichte.
Papst Johannes Paul II. ernannte Böckenförde am 26. August 1999 zum Komtur des Päpstlichen Ritterordens des heiligen Gregors des Großen.
Ehrendoktorwürden verliehen ihm die katholisch-theologischen Fakultäten der Universitäten Bochum (1999) und Tübingen (2005), sowie die rechtswissenschaftlichen Fakultäten der Universitäten Basel (1987), Bielefeld (1999) und Münster (2001).
Im Jahr 1978 wurde Böckenförde der Reuchlin-Preis der Stadt Pforzheim verliehen, 2004 der Hannah-Arendt-Preis für politisches Denken und der Romano-Guardini-Preis der Katholischen Akademie in Bayern. Im Jahr 2012 erhielt er den Sigmund-Freud-Preis für wissenschaftliche Prosa durch die Deutsche Akademie für Sprache und Dichtung.
Am 10. Mai 2003 wurde Böckenförde die Verdienstmedaille des Landes Baden-Württemberg überreicht. Am 29. April 2016 verlieh ihm Bundespräsident Joachim Gauck im Schloss Bellevue das Große Verdienstkreuz mit Stern und Schulterband.

## Schriften (Auswahl)
Gesamtbibliographie Ernst-Wolfgang Böckenförde (1957–2011). In: Johannes Masing, Joachim Wieland (Hrsg.): Menschenwürde – Demokratie – Christliche Gerechtigkeit. Tagungsband zum Festlichen Kolloquium aus Anlass des 80. Geburtstags von Ernst-Wolfgang Böckenförde. Duncker & Humblot, Berlin 2011, S. 89–138.

### Monografien
- Gesetz und gesetzgebende Gewalt. Von den Anfängen der deutschen Staatsrechtslehre bis zur Höhe des staatsrechtlichen Positivismus. Duncker & Humblot, Berlin 1958, DNB 450524264 (= Schriften zum Öffentlichen Recht, Band 1). (zugleich: juristische Dissertation, Universität Münster, 1956), 2., ergänzte Auflage 1981, ISBN 978-3-428-04898-4.
- Die deutsche verfassungsgeschichtliche Forschung im 19. Jahrhundert. Zeitgebundene Fragestellungen und Leitbilder. Duncker & Humblot, Berlin 1961, DNB 450524256 (= Schriften zur Verfassungsgeschichte, Band 1) (zugleich: philosophische Dissertation, Universität München, 17. Mai 1961); 2. Auflage 1995, ISBN 978-3-428-08589-7.
- Die Organisationsgewalt im Bereich der Regierung. Eine Untersuchung zum Staatsrecht der Bundesrepublik Deutschland (= Schriften zum öffentlichen Recht, Band 18). Duncker & Humblot, Berlin 1964 (zugleich: Habilitationsschrift, Universität Münster [1964], 2. Auflage, 1998, ISBN 978-3-428-02477-3).
- Die Rechtsauffassung im kommunistischen Staat. Kösel, München 1967.
- Die verfassungstheoretische Unterscheidung von Staat und Gesellschaft als Bedingung der individuellen Freiheit. Westdeutscher Verlag, Opladen 1973.
- Verfassungsfragen der Richterwahl. Dargestellt anhand der Gesetzesentwürfe zur Einführung der Richterwahl in Nordrhein-Westfalen. Duncker & Humblot, Berlin 1974 (= Schriften zum Öffentlichen Recht, Band 250). 2. Auflage 1998, ISBN 978-3-428-03217-4.
- Der Staat als sittlicher Staat. Duncker & Humblot, Berlin 1978, ISBN 978-3-428-04254-8.
- Die verfassunggebende Gewalt des Volkes. Ein Grenzbegriff des Verfassungsrechts. Metzner, Frankfurt am Main 1986.
- Welchen Weg geht Europa? Carl-Friedrich-von-Siemens-Stiftung, München 1997 (= Vorträge, Band 65).
- Vom Wandel des Menschenbildes im Recht. Rhema, Münster 2001 (= Gerda Henkel Vorlesungen), ISBN 978-3-930454-29-7.
- Geschichte der Rechts- und Staatsphilosophie – Antike und Mittelalter, Mohr Siebeck, Tübingen 2002. 2., überarb. u. erw. Aufl. 2006, ISBN 978-3-16-149165-8.
- Sicherheit und Selbsterhaltung vor Gerechtigkeit. Der Paradigmenwechsel und Uebergang von einer naturrechtlichen zur positiv-rechtlichen Grundlegung des Rechtssystems bei Thomas Hobbes. Schwabe, Basel 2004, ISBN 978-3-7965-2110-2.
- Der säkularisierte Staat. Sein Charakter, seine Rechtfertigung und seine Probleme im 21. Jahrhundert (= Carl Friedrich von Siemens Stiftung. Themenband 86) Carl Friedrich von Siemens Stiftung, München 2007, ISBN 978-3-938593-06-6.
- Vom Ethos der Juristen, Duncker & Humblot, Berlin 2010, ISBN 978-3-428-13317-8.

### Aufsatzsammlungen
- Kirchlicher Auftrag und politische Entscheidung. Rombach, Freiburg im Breisgau 1973.
- Staat, Gesellschaft, Freiheit. Studien zur Staatstheorie und zum Verfassungsrecht. Suhrkamp, Frankfurt am Main 1976 (= stw, 163).
- Staat, Gesellschaft, Kirche. Herder, Freiburg 1982, ISBN 3-451-19215-2.
- Schriften zu Staat, Gesellschaft, Kirche. Drei Bände, Herder, Freiburg im Breisgau 1988–1990:
  - Band I: Der deutsche Katholizismus im Jahre 1933. Kirche und demokratisches Ethos. 1988;
  - Band II: Kirchlicher Auftrag und politisches Handeln. Analyse und Orientierungen. 1989;
  - Band III: Religionsfreiheit. Die Kirche in der modernen Welt. 1990.
- Recht, Staat, Freiheit. Studien zur Rechtsphilosophie, Staatstheorie und Verfassungsgeschichte. Suhrkamp, Frankfurt am Main 1991 (= stw, 914). 4., erw. Ausgabe 2006, ISBN 978-3-518-28514-5.
- Staat, Verfassung, Demokratie. Studien zur Verfassungstheorie und zum Verfassungsrecht. Suhrkamp, Frankfurt am Main 1991 (= stw, 953).
- Staat, Nation, Europa. Studien zur Staatslehre, Verfassungstheorie und Rechtsphilosophie. Suhrkamp, Frankfurt am Main 1999 (= stw, 1419). 2. Auflage 2000, ISBN 978-3-518-29019-4.
- Kirche und christlicher Glaube in den Herausforderungen der Zeit. Beiträge zur politisch-theologischen Verfassungsgeschichte 1957–2002. Lit, Münster 2004. 2., veränd. Aufl. 2007, ISBN 978-3-8258-6604-4.
- Wissenschaft, Politik, Verfassungsgericht. Aufsätze von Ernst-Wolfgang Böckenförde. Biographisches Interview von Dieter Gosewinkel. Suhrkamp, Berlin 2011 (= stw, 2006), ISBN 978-3-518-29606-6.

### Herausgeberschaften
- Moderne deutsche Verfassungsgeschichte (1815–1918). Kiepenheuer & Witsch, Köln 1972; 2. Auflage, Verlagsgruppe Athenäum – Hain – Scriptor – Hanstein, Königstein im Taunus 1981, ISBN 3-445-02078-7.
- Staat und Gesellschaft. Wissenschaftliche Buchgesellschaft, Darmstadt 1976 (= Wege der Forschung, Band 471).
- Extremisten und öffentlicher Dienst. Rechtslage und Praxis des Zugangs zum und der Entlassung aus dem öffentlichen Dienst in Westeuropa, USA, Jugoslawien und der EG. Nomos, Baden-Baden 1981, ISBN 3-7890-0730-7.
- Soziale Grundrechte. Müller, Heidelberg 1981, ISBN 3-8114-5680-6.
- Staatsrecht und Staatslehre im Dritten Reich. Müller, Heidelberg 1985.
- mit Robert Spaemann: Menschenrechte und Menschenwürde. Historische Voraussetzungen – säkulare Gestalt – christliches Verständnis. Klett-Cotta, Stuttgart 1987.
- mit David Edward und Erich Schumann: Grundrechte in Deutschland und Europa. Reden zur Ehrenpromotion in Münster. Lit, Münster 2002, ISBN 978-3-8258-6215-2.